# Fermentation dans l'obscurité
 (août 2025).
La fermentation dans l'obscurité est la conversion par fermentation d'une matière organique (devant parfois être pré-traitée, dans le cas de la cellulose par exemple) en biohydrogène. C'est un processus complexe effectué par divers groupes de bactéries et impliquant une série de réactions biochimiques utilisant trois étapes similaires à la conversion anaérobie. La fermentation dans l'obscurité diffère de la Photofermentation, en ce qu'elle se déroule, comme son nom l'indique, sans lumière. Des travaux de recherche en biotechnologies, visant la fermentation extractive notamment, visent à augmenter l'efficacité de ce processus qui est l'une des voies possible de production d'hydrogène vert.

## Éléments de définition
Les micro-organismes fermentaires/hydrolytiques en cause hydrolysent (dégradent) des polymères organiques complexes en monomères, lesquels sont ensuite convertis en un mélange d'acides organiques et d'alcool de faible poids moléculaire en produisant obligatoirement des bactéries acidogènes et de l'hydrogène. Certaines matières organiques (cellulose notamment) doivent d'abord faire l'objet d'un prétraitement pour être rendu fermentables et fournir de l'biohydrogène.

## Substrats utilisés
Les eaux usées domestiques ou issues de l'industrie papetière (papeteries, cartonneries) ou de l'agro-industries sont un substrat potentiel testé pour la production de biohydrogène (dont par le procédé de fermentation à l'obscurité). Ce sujet suscite un intérêt considérable, en raison de la disponibilité de cette ressource et des coûts de son traitement "classique",.
Des chercheurs ont montré que certaines eaux usées de l'industrie chimique (Venkata Mohan et al., 2007a, b), les eaux usées de l'élevage (Tang et al., 2008), les eaux usées de l'industrie laitière (Venkata Mohan et al. 2007c, Rai et al. 2012), les eaux issues d'hydrolysat d'amidon (Chen et al., 2008) ou des eaux usées synthétiquemens conçues (Venkata Mohan et al., 2007a, 2008b) produisent du biohydrogène hors du traitement des eaux usées provenant de processus de fermentation dans le noir, via des milieux de cultures mixtes sélectivement enrichis dans des conditions acidophiles.
Diverses eaux usées issues des effluents contenant de l'amidon (Zhang et al., 2003), les eaux usées d'usines de transformation des aliments (Shin et al., 2004, van Ginkel et al., 2005), les eaux usées domestiques (Shin et al., 2004, 2008e), les eaux usées de distilleries et de la production de mélasse (Ren et al., 2007, Venkata Mohan et al., 2008a), les déchets de paille de blé (Fan et al., 2006) et les eaux usées d'usines d'huile de palme (Vijayaraghavan et Ahmed, 2006) et même les eaux usées des rizières (Yu et al., 2002), ont été étudiées comme substrats fermentescibles disponibles pour la production d'hydrogène combinée au traitement des eaux usées.

## Efficacité
Dans le domaine de la bioraffinerie, l'efficacité des processus de fermentation extractive (ou « perstraction »), et notamment du processus de production d'hydrogène dépend de la qualité du prétraitement et de la qualité des consortiums mixtes (utilisés comme biocatalyseur), mais aussi de la teneur du substrat en matière organique, du contrôle du pH, de la température et du mélange ainsi que d'autres caractéristiques des eaux usées qui peuvent doper ou inhiber le consortium de champignons et bactéries,,,.

## Défis et Recherche
Le principal défi est d'améliorer l'efficacité relativement faible de conversion énergétique de la source organique. Les rendements typiques en H2 varient de 1 à 2 mol de H 2 /mol de glucose, ce qui fait que 80 à 90 % de la DCO initiale reste dans les eaux usées sous la forme de divers acides organiques volatils (AGV) et solvants, tels que l'acide acétique, l'acide propionique, l'acide butyrique et l'éthanol.
Même en conditions optimales, 60 à 70 % de la matière organique d'origine reste en solution.
La génération et l'accumulation de métabolites acides solubles provoquent une chute brutale du pH du système, et inhibent le processus de production d'H2. Selon Venkata Mohan et al. (2007b), des consortiums acidogènes sélectivement enrichis permettent d'améliorer la production d'H2.
L'utilisation de sources de carbone non utilisées présentes dans le processus acidogène pour la production de biogaz supplémentaire soutient l'applicabilité pratique du processus. Une façon d'utiliser/récupérer la matière organique restante est de produire de l'hydrogène en plus, par dégration terminale de processus photo-fermentaires de production de H2 (Venkata Mohan, et al. 2008e, Rai et al. 2012) et du méthane en intégrant des processus acidogènes aux processus méthanogènes terminaux[réf. nécessaire].
Certains des consortiums de micro-organismques pourraient s'avérer pathogènes dans la nature ou en agriculture, en infectant le système racinaire de végétaux par exemple.
Mieux comprendre la fermentation dans l'obscurité permet de mieux éviter ou gérer certains composés soufrés de la bière indésirables, ainsi que la production de nitrosamines dans le fromage.